# جون كينت
جون كينت (7 مايو 1979 بكيب تاون في جنوب أفريقيا - ) (بالإنجليزية: Jon Kent)‏ هو لاعب كريكت جنوب أفريقي. شارك مع منتخب جنوب أفريقيا الوطني للكريكت ومنتخب اسكتلندا الوطني للكريكت. أما مع النوادي، فقد لعب مع Dolphins (South African cricket team) ‏ وفريق كوازولو ناتال للكريكت ‏.

## وصلات خارجية
- جون كينت على موقع إي آس بي آن كريك إنفو (الإنجليزية)